# Ocotea effusa
Ocotea effusa là loài thực vật có hoa trong họ Nguyệt quế. Loài này được (Meisn.) Hemsl. miêu tả khoa học đầu tiên năm 1882.